# Last station
|  | Denne artikel er oprettet af botten PalnaBot ud fra en ekstern database. Den kan derfor have sproglige fejl eller mangler. Denne skabelon kan fjernes efter kontrol af indholdet. |

Last station er en kortfilm instrueret af Josefine Kirkeskov Nielsen efter manuskript af Alexandra Kristjansen.